# Robert Stricker
Robert Stricker (* 16. August 1879 in Brünn, Österreich-Ungarn; † nach dem 28. Oktober 1944 im KZ Auschwitz) war ein österreichischer Bahnbeamter, Journalist, von 1912 bis 1938 Vorstandsmitglied der Wiener Kultusgemeinde, Zionist und als Politiker Mitglied der österreichischen Konstituierenden Nationalversammlung 1919/20.

Robert Stricker

## Leben
Robert Stricker war der Sohn von Israel und Florentina Stricker.

### Berufliche Laufbahn
Stricker besuchte die Technische Hochschule in Brünn und trat 1902 als Ingenieur in den Dienst der k.k. Staatsbahnen mit Dienstort Olmütz. Er wurde zum Staatsbahnrat, dann zum Oberbaurat im Eisenbahndienst befördert. 1905 wurde er in die Direktion der Kaiser Ferdinands-Nordbahn in Wien berufen.

### Jüdische Vereinigungen und Publikationen
Schon als Student wurde er ein Anhänger der zionistischen Ideen von Theodor Herzl. In Brünn war er 1896 Mitbegründer der zionistischen Studentenverbindung Veritas und 1898 der Vereinigung jüdischer Handelsangestellter Emunah. Von 1900 bis 1902 war er, zusammen mit Berthold Feiwel und Max Hickel, zwei anderen jüdischen Studenten, Herausgeber der in Brünn erscheinenden Jüdischen Volksstimme.
Durch seine berufliche Laufbahn bedingt, zog Stricker von Brünn nach Wien. Dort wurde er 1907 Vorsitzender des Zionistischen Zentralvereins. Von 1909 bis 1918 war er Vorstandsmitglied des Jüdischen Nationalvereins. 1915 begründete er mit Nathan Birnbaum das Komitee des Jüdischen Kriegsarchivs. Er gab ab Mai 1915 das Jüdische Archiv heraus, das die Leistungen von Juden für das Vaterland im Ersten Weltkrieg dokumentierte. 1918 war er Mitbegründer des Jüdischen Nationalrats für Deutschösterreich, zudem war er Vizepräsident der Wiener Kommission des Joint Distribution Committee.
Wie schon in Brünn arbeitete Stricker auch in Wien für die jüdische Presse. Er war Herausgeber der Jüdischen Zeitung. Von 1919 bis 1927 war er Chefredakteur und Mitherausgeber der Wiener Morgenzeitung, der einzigen deutschsprachigen zionistischen Tageszeitung. Anschließend gab er die Zeitschrift Die Neue Welt heraus.
Stricker war ein säkulärer Zionist, der sich gegen jede Unterscheidung von West- und Ostjuden wandte. Dadurch wurde er zu einer Integrationsfigur der während des Ersten Weltkriegs nach Wien geflüchteten galizischen Juden.

### Abgeordneter der Konstituierenden Nationalversammlung
Bei den Wahlen zur Konstituierenden Nationalversammlung am 16. Februar 1919 kandidierte Stricker für die Jüdischnationale Partei, deren Obmann er war. Er gewann 7760 Stimmen (= 0,3 % der abgegebenen Stimmen) und damit ein Mandat. Er war der einzige Abgeordnete, der sich gegen die Vereinigung Deutschösterreichs mit dem Deutschen Reich aussprach.
Bei der Nationalratswahl in Österreich 1920 gelang ihm – unter anderem infolge einer Änderung des Wahlrechts – trotz Stimmenzuwachs der Wiedereinzug in den Nationalrat nicht. Für die Nationalratswahl in Österreich 1923 bildete die zionistische Partei mit liberalen Gruppierungen die Jüdische Wahlgemeinschaft und erhielt 24.970 Stimmen (= 0,8 % der abgegebenen Stimmen), erhielt aber kein Mandat.
1926 schloss er sich der Fraktion des radikalen Zionismus, 1933 der Judenstaatspartei an.

### Familie
Am 30. Mai 1919 heiratete Robert Stricker in Wien die Witwe Paulina (Paula) Kohn (geb. 1888) und adoptierte ihren Sohn Wilhelm (Bill) aus erster Ehe. 1920 wurde Robert und Paula Stricker die Tochter Judith geboren.

### Konzentrationslager und Ermordung
Nach dem „Anschluss“ Österreichs wurde Stricker am 14. März 1938 in seinem Büro in der Universitätsstraße von SS-Männern verhaftet. Eine Flucht nach Budapest hatte er tags zuvor abgelehnt, weil er die Kultusgemeinde nicht „im Stich lassen“ wollte. Am 1. April 1938 wurde er mit anderen jüdischen Funktionären ins KZ Dachau und später ins KZ Buchenwald geschafft. Wegen Misshandlungen schwer krank, wurde er nach elf Monaten entlassen, weil ein Lösegeld für ihn und andere Funktionäre vom World Jewish Congress gezahlt worden war. Eine Ausreise blieb ihm aber verwehrt.
Im September 1942 wurde er mit seiner Frau Paula mit einem der letzten Transporte ins Ghetto Theresienstadt deportiert. Ihre beiden Kinder Bill und Judith konnten hingegen fliehen und überlebten den Holocaust.
In Theresienstadt wurde Stricker zum Mitglied des Ältestenrats gewählt. Am 28. Oktober 1944 wurden er und seine Frau ins KZ Auschwitz „verschickt“ und gleich nach der Ankunft ermordet.

## Gedenken
Obwohl er einer der bedeutendsten jüdischen Journalisten und Politiker Österreichs war, wurde er nach 1945 weitgehend vergessen. Im Norden von Tel Aviv ist, im Gegensatz zu Wien, dem Zentrum seines Wirkens, eine Straße nach Stricker benannt.

## Schriften (Auswahl)
- Der jüdische Nationalismus. Wien 1919.
- Schadet der Jüdische Nationalismus den Juden? Wien 1919.
- Die wirksame Abwehr des Antisemitismus. Wien 1919.
- Wie können wir unsere Jugend jüdisch erhalten? Wien 1919.
- Die Vertreter des jüdischen Volkes. Wien 1919.
- Jüdische Politik in Oesterreich. Tätigkeitsberichte und Auszüge aus den im österreichischen Parlamente 1919 und 1920 gehaltenen Reden. Wien 1920.
- Die jüdische Nationalismus. Wien 1929.
- Wege der jüdischen Politik. Aufsätze und Reden. Löwit, Wien/Leipzig 1929.
- Zwerg-Judenstaat! Wien 1938.